# Карл Фридрих Лудвиг Кристиан Фердинанд фон Золмс-Рьоделхайм-Асенхайм
Карл Фридрих Лудвиг Кристиан Фердинанд фон Золмс-Рьоделхайм-Асенхайм (на немски: Carl Friedrich Ludwig Christian Ferdinand zu Solms-Rödelhei-Assenheim; * 15 май 1790, Асенхайм; † 1 март 1844, Асенхайм) е граф на Золмс-Асенхайм и в Рьоделхайм.

## Произход
Той е най-големият син на граф Фолрат Фридрих Карл Лудвиг фон Золмс-Рьоделхайм-Асенхайм (1762 – 1818) и първата му съпруга графиня Филипина Шарлота София фон Золмс-Лаубах (* 19 декември 1771; † 6 юли 1807), дъщеря на граф Георг Август Вилхелм фон Золмс-Лаубах (1743 – 1772) и принцеса Елизабет Шарлота Фердинанда Луиза фон Изенбург-Бюдинген-Бирщайн (1753 – 1829).

## Фамилия
Карл Фридрих се жени на 1 януари 1824 г. в Шьонберг за графиня Луиза Амалия фон Ербах-Шьонберг (* 9 август 1795, Цвингенберг; † 22 юни 1875, Асенхайм), дъщеря на граф Густав Ернст фон Ербах-Шьонберг (1739 – 1812) и графиня Хенриета Кристиана фон Щолберг-Щолберг (1753 – 1816). Те имат седем деца:
- Берта (* 27 декември 1824; † 14 ноември 1898), омъжена на 1 март 1849 г. в Асенхайм за граф Карл Мартин фон Щолберг-Росла (1822 – 1870)
- Максмилиан (* 14 април 1826; † 15 февруари 1892), граф на Золмс-Рьоделхайм-Асенхайм, женен на 1 юни 1861 г. в Лаубах за графиня Текла фон Золмс-Лаубах (1835 – 1892)
- Фридрих (* 7 декември 1827; † 6 април 1883), граф на Золмс-Рьоделхайм-Асенхайм, женен на 25 септември 1862 г. в Кьозфелд/Фарлар за принцеса Матилда Елизабет Фридерика фон Салм-Хорстмар (1827 – 1908)
- Ото (* 5 юни 1829; † 31 август 1904), граф на Золмс-Рьоделхайм-Асенхайм, женен на 7 декември 1865 г. в Шлемин за Емма Каролина Хенриета фон Тун (1824 – 1900)
- Емма (* 19 август 1831; † 2 юни 1904), омъжена на 23 септември 1856 г. в Асенхайм за граф Фридрих Карл Вилхелм Ернст фон Кастел-Кастел (1826 – 1886), родители на първия княз на Кастел-Кастел Фридрих Карл фон Кастел-Кастел
- Агнес (* 18 юли 1833; † 24 април 1910)
- Куно (* 13 май 1836; † 29 януари 1862), граф на Золмс-Рьоделхайм-Асенхайм, неженен